# Joe Darion
Joe Darion  est un parolier américain né le 30 janvier 1917 à New York et décédé le 16 juin 2001 à Lebanon dans le New Hampshire.

## Biographie
Il a reçu deux Tony Awards pour la comédie musicale Man of La Mancha, adaptée en français par Jacques Brel sous le nom L'Homme de la Mancha.

## Récompenses
- 1966 : Tony Award de la meilleure comédie musicale pour Man of La Mancha ;
- 1966 : Tony Award de la meilleure partition originale pour Man of La Mancha.